# Torre cívica de Pavia

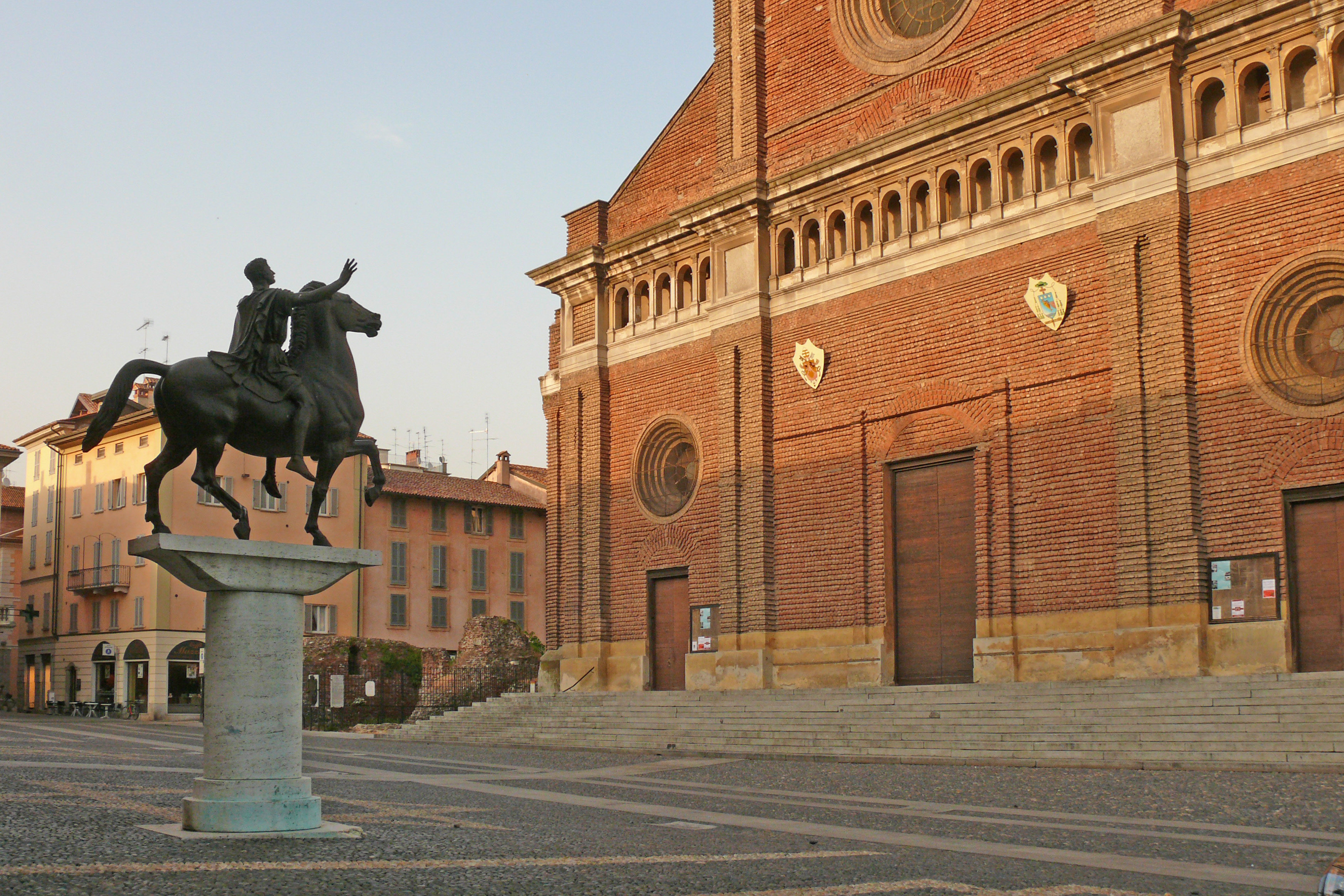
As ruínas da torre (entre a base da estátua e o canto da Catedral de Pavia.

A Torre cívica de Pavia (em italiano:  Torre Civica di Pavia) foi uma torre existente na cidade italiana de Pavia no Século XI, próximo à catedral da cidade. Construída com base retangular, tinha 72 m de altura.
Entre 1583 e 1585 o arquiteto Pellegrino Tibaldi liderou os trabalhos que adicionaram um cômodo no topo da torre para abrigar os sinos da catedral, função exercida até que se construísse o campanário.
Em 17 de março de 1989, às 8:55 da manhã (Horário da Europa Central), a Torre Cívica caiu, deixando 8 000 m³ de entulho, composto por tijolos, areia e granito. O colapso matou quatro pessoas e feriu quinze. A torre não foi reconstruída, estando alguns de seus elementos em exposição no Castello Visconteo.